# Герб Пасуша-де-Феррейри
Ге́рб Па́суша-де-Ферре́йри — офіційний символ міста Пасуш-де-Феррейра, Португалія. Використовується як територіальний герб. У чорному щиті вісімнадцять золотих качанів кукурудзи із зеленим листям. Вони розташовані у чотири ряди: п'ять у першому і третьому рядах, чотири у другому і четвертому рядах. Поверх них червоний тамплієрський хрест. Щит увінчує срібна мурована міська корона з п'ятьма вежами.  Під щитом біла стрічка, на якій великими літерами напис португальською: «Paços de Ferreira» (Пасуш-де-Феррейра).  Офіційно затверджений 2 липня 1993 року. Створений на основі попереднього містечкового герба, ухваленого 25 серпня 1932 року. 

## Галерея

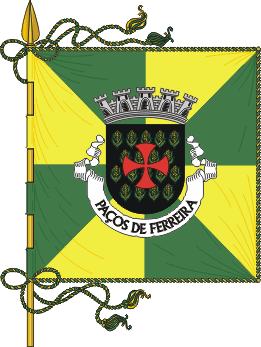
Прапор